# تاکسی خستگی‌ناپذیر
تاکسی خستگی‌ناپذیر (انگلیسی: The Inexhaustible Cab)یک فیلم صامت، کوتاه و سیاه‌وسفید بریتانیایی است که در سال ۱۸۹۹ ساخته شد. این فیلم به کارگردانی جرج آلبرت اسمیت می‌باشد.